# Odontomachus sumbensis
Odontomachus sumbensis är en myrart som beskrevs av Brown 1976. Odontomachus sumbensis ingår i släktet Odontomachus och familjen myror. Inga underarter finns listade i Catalogue of Life.